# Меллоус, Альфред
Альфред Пол Меллоус (англ. Alfred Paul Mellows; 8 июня 1922, Кройдон, Большой Лондон — 11 июля 1997, Addlestone, Юго-Восточная Англия) — британский гребец, выступавший за сборную Великобритании по академической гребле в конце 1940-х годов. Серебряный призёр летних Олимпийских игр в Лондоне, двукратный победитель регаты «Оксфорд — Кембридж». Участник Второй мировой войны.

## Биография
Альфред Меллоус родился 8 июня 1922 года в городе Кройдон графства Суррей, Англия. Сын Альфреда Джона Меллоуса и его жены Эдит Дин.
Учился в школе Монктон-Ком, где также проходил обучение его будущий партнёр по сборной Майкл Лапейдж.
Во время Второй мировой войны служил в Королевских военно-воздушных силах Великобритании, в качестве пилота бомбардировщика De Havilland Mosquito совершил 50 ночных боевых вылетов на территории континентальной Европы. В ходе операции над Штутгартом в результате обстрела силами противовоздушной обороны его самолёт получил критические повреждения, почти полностью лишился своего вертикального хвостового оперения. Несмотря на серьёзные повреждения и невозможность маневрирования, пилот-офицер Меллоус вместе со своим штурманом сумел вывести подбитый самолёт из зоны боевых действий и вернулся на базу в Англии. За проявленную отвагу и превосходные навыки пилотирования был награждён крестом «За выдающиеся лётные заслуги».
После войны учился в Кембриджском университете, где также проявил себя в академической гребле — состоял в местной университетской команде, неоднократно принимал участие в различных студенческих регатах. В частности, в 1947 и 1948 годах с кембриджской восьмёркой дважды подряд выигрывал традиционную регату «Оксфорд — Кембридж».
Наивысшего успеха как гребец добился в сезоне 1948 года, когда вошёл в основной состав британской национальной сборной и благодаря череде удачных выступлений удостоился права защищать честь страны на домашних летних Олимпийских играх в Лондоне. В составе экипажа-восьмёрки, куда также вошли гребцы Кристофер Бартон, Майкл Лапейдж, Гай Ричардсон, Пол Берчер, Пол Мэсси, Чарльз Ллойд, Джон Мейрик и рулевой Джек Дирлов, благополучно преодолел предварительный квалификационный этап, взяв верх над командами Норвегии и Дании, затем на стадии полуфиналов прошёл команду Канады. Британские гребцы считались здесь единственными достойными соперниками для главных фаворитов соревнований американцев, представителей Калифорнийского университета в Беркли, однако в решающем финальном заезде конкурентной борьбы не получилось — британцы отстали более чем на десять секунд и вынуждены были довольствоваться серебряными олимпийскими медалями.
Умер 11 июля 1997 года в Адлстоне в возрасте 75 лет.